# Toini Melander
Toini Ida Elise Melander, född 13 februari 1894 i Helsingfors, död där 10 mars 1969, var en finländsk bibliotekarie.
Melander, som var dotter till rektor Henrik Melander och Hanna Wigelius, blev student 1913 och filosofie magister 1919. Hon bedrev bibliotekstekniska och bibliografiska studier i Danmark 1923, Sverige 1926–1959, Estland 1936 samt Tyskland och Nederländerna 1959. Hon var underbibliotekarie vid Åbo universitet 1921–1930, blev yngre bibliotekarie vid Helsingfors universitetsbibliotek 1930 och var äldre bibliotekarie där 1940–1961. Hon var sekreterare för Varsinaissuomalainen osakunta 1918–1919 och för Finlands vetenskapliga biblioteksförening 1936–1937. Hon skrev Suomalaista tilapäärunoutta Ruotsin vallan ajalta (I, 1928; II, 1941), Personskrifter hänförande sig till Finland 1562–1713 (1951–1959) och Suomen kirjapainotaitoa barokin vuosisadalla (1960). Hon blev filosofie hedersdoktor 1960.